# Kamanowo
Kamanowo (Kachmanowo) – zniesiona nazwa przysiółka wsi Bobowo kociewska w Polsce położona w województwie pomorskim, w powiecie starogardzkim, w gminie Bobowo.
Nazwa miejscowości została zniesiona z 2022 r.
W latach 1975–1998 miejscowość administracyjnie należała do województwa gdańskiego.